# Kirsty MacColl
Kirsty Anna MacColl (Croydon, 10 ottobre 1959 – Cozumel, 18 dicembre 2000) è stata una cantautrice britannica.
Particolarmente attiva negli anni ottanta e negli anni novanta, è conosciuta in particolare per i singoli A New England e Fairytale of New York, quest'ultima assieme ai The Pogues. La sua carriera è stata interrotta nel 2000 da un incidente mortale durante un'immersione subacquea.

## Biografia
Figlia del noto cantante folk Ewan MacColl e della ballerina Jean Newlove, Kirsty muove i primi passi nel mondo della discografia nel 1978, partecipando ai cori di un EP del gruppo musicale punk rock Drug Addix, con lo pseudonimo Mandy Doubt. Grazie a questa esperienza viene notata dall'etichetta discografica Stiff Records, per la quale pubblica il suo singolo di debutto, They Don't Know, nel 1979. Successivamente, nel 1981, pubblica il suo album di debutto Desperate Character, sotto l'etichetta Polydor, promosso dal singolo There's a Guy Works Down the Chip Shop Swears He's Elvis.
Tra gli anni ottanta pubblica altri quattro album di inediti per varie etichette e altrettante raccolte e si fa conoscere al grande pubblico con alcuni singoli come A New England (1984), Fairytale of New York (1987, canzone natalizia incisa in collaborazione con il gruppo The Pogues) e Walking Down Madison. È stata sposata con il produttore Steve Lillywhite, che ha prodotto anche alcuni dei suoi dischi. Il suo ultimo album di inediti risale al marzo del 2000; da questo disco viene estratto il singolo In These Shoes?, con il quale la cantante partecipa, in Italia, al Festivalbar.
A dicembre muore mentre pratica immersioni subacquee a Cozumel, in Messico, venendo travolta da un motoscafo in una zona riservata esclusivamente ai bagnanti. Il fatto colpisce l'opinione pubblica e ne viene tratto anche un documentario prodotto dalla BBC. In seguito alla morte della cantante vengono pubblicate dalle case discografiche tre nuove raccolte (The One and Only, 2001, From Croydon to Cuba... An Anthology e The Best of, entrambe del 2005) e, nel 2005, un nuovo singolo, Sun On the Water.

## Discografia

### Album

#### Studio
- 1981 - Desperate Character
- 1989 - Kite
- 1991 - Electric Landlady
- 1993 - Titanic Days
- 2000 - Tropical Brainstorm

#### Raccolte
- 1985 - Kirsty MacColl
- 1993 - The Essential Collection
- 1995 - Galore
- 1998 - What Do Pretty Girls Do?
- 2001 - The One and Only
- 2005 - From Croydon to Cuba... An Anthology
- 2005 - The Best of

### Singoli
- 1979 - They Don't Know
- 1981 - Keep Your Hands Off My Baby
- 1981 - There's a Guy Works Down the Chip Shop Swears He's Elvis
- 1981 - See That Girl
- 1981 - You Still Believe in Me
- 1983 - I Want Out (con i Matchbox)
- 1983 - Berlin
- 1983 - Terry
- 1984 - A New England
- 1985 - He's On the Beach
- 1987 - Fairytale of New York (con i The Pogues)
- 1989 - Free World
- 1989 - Days
- 1989 - Innocence
- 1990 - Don't Come the Cowboy With Me Sonny Jim!
- 1990 - Miss Otis Regrets/Just One of Those Things (con i The Pogues)
- 1991 - Walking Down Madison
- 1991 - My Affair
- 1991 - All I Ever Wanted
- 1993 - Angel
- 1995 - Caroline
- 1995 - Perfect Day
- 1999 - Mambo de la Luna
- 2000 - In These Shoes?
- 2005 - Sun On the Water